# Taipa
Taipa (kinesiska: 氹仔島) är en ö i Macao (Kina). Den ligger i den centrala delen av Macao. Arean är 7,6 kvadratkilometer. Ön är numera sammanvuxen med ön Coloane genom det konstgjorda landområdet Cotai. Taipas högsta punkt är kullen Taipa Grande, 160 meter över havet.